# Servicio OTT
En radiodifusión, un servicio OTT (siglas en inglés de over-the-top) o servicio de transmisión libre consiste en la transmisión de audio, vídeo y otros contenidos a través de internet sin la implicación de los operadores tradicionales en el control o la distribución del contenido. La CNMC lo contrapone a los servicios IP que proveen los operadores de comunicaciones electrónicas utilizando diferentes canales y con una calidad garantizada.
Este término comprende una variedad de servicios de telecomunicaciones tales como la difusión audiovisual (por ejemplo televisión por Internet, radio por Internet, vídeo a la carta o música), pero también comunicaciones (por ejemplo llamadas de voz sobre IP y mensajería instantánea) y otros servicios de computación en la nube (aplicaciones web y almacenamiento en la nube).

## Características
Para consumir dichos contenidos hacen falta dos requisitos: disponer de un dispositivo compatible y una conexión a Internet. Por esto, generalmente, estas infraestructuras tienen un costo inferior a los sistemas tradicionales de difusión, sobre todo por el hecho de que no deben pagar cuotas a los operadores para utilizar sus redes, ni han de desarrollar nuevos circuitos de distribución. La financiación de los servicios se suele obtener gracias a la publicidad o a los sistemas de subscripción.
En un entorno OTT, el proveedor de servicios de Internet puede ser consciente de los contenidos de los paquetes de los protocolos de Internet distribuidos, pero no es responsable ni capaz de controlar el visionado, el copyright y otras redistribuciones del contenido.
Existen tres tipos principales:
- Suscripción (SVOD), donde se paga una cuota periódica por lo general mensual.
- Transaccional (TVOD), en el cual se alquila o compra el contenido.
- Anuncios (AVOD), en el que existen cortes comerciales. Este último permite el acceso libre, es decir no requiere un registro o suscripción previo.

## Situación actual
La subscripción a servicios audiovisuales bajo demanda es un mercado en crecimiento en Europa, aunque en España todavía está por desarrollar. Según datos del Panel de Hogares del  ONTSI, solo un 3,5% de hogares paga por tener acceso a servicios de streaming de vídeo y, del total de hogares que tienen televisión de pago, únicamente el 2,5% también paga por un servicio OTT. Además, el consumo habitual de reproducción de vídeo OTT en España se sitúa en un 25% entre los usuarios de más de quince años.

## Servicios OTT
Ejemplos de aplicaciones y compañías que ofrecen servicios y contenidos audiovisuales y de datos:
- Vídeo y televisión a la carta: Netflix, Crunchyroll, DirecTV Go, Claro Video, Movistar Play, Disney+, Star+, Discovery+, Paramount+, Apple TV+, Pluto TV, Amazon Prime Video, Hulu, HBO Max, Vix, Lionsgate+, Peacock.
- Música y radio a la carta: Spotify, Deezer, Apple Music, Amazon Music, YouTube Music, Tidal, Google Podcasts, Stingray Music, Stingray Karaoke, Stingray Qello, Claro Música.
- Teatro a la carta: Teatrix.[10]
- Proveedor OTT SAAS: Bitseat, Fractal Media.

Servicios de comunicaciones:
- Llamadas de voz sobre IP: Skype, Viber.
- Mensajería instantánea: Google Chat, Snapchat, Telegram, WhatsApp.

Servicios de computación en la nube:
- Aplicaciones web y almacenamiento en la nube: Google, Dropbox, Amazon, OneDrive, Box, ICloud, Terabox.

Servicios de entretenimiento:
- Videojuegos: Pokemon GO, Call of Duty: Mobile, Mario Kart Tour, Free Fire, Fortnite, Mortal Kombat, Dota 2, League of Legends, SMITE.